# Henryk Brun

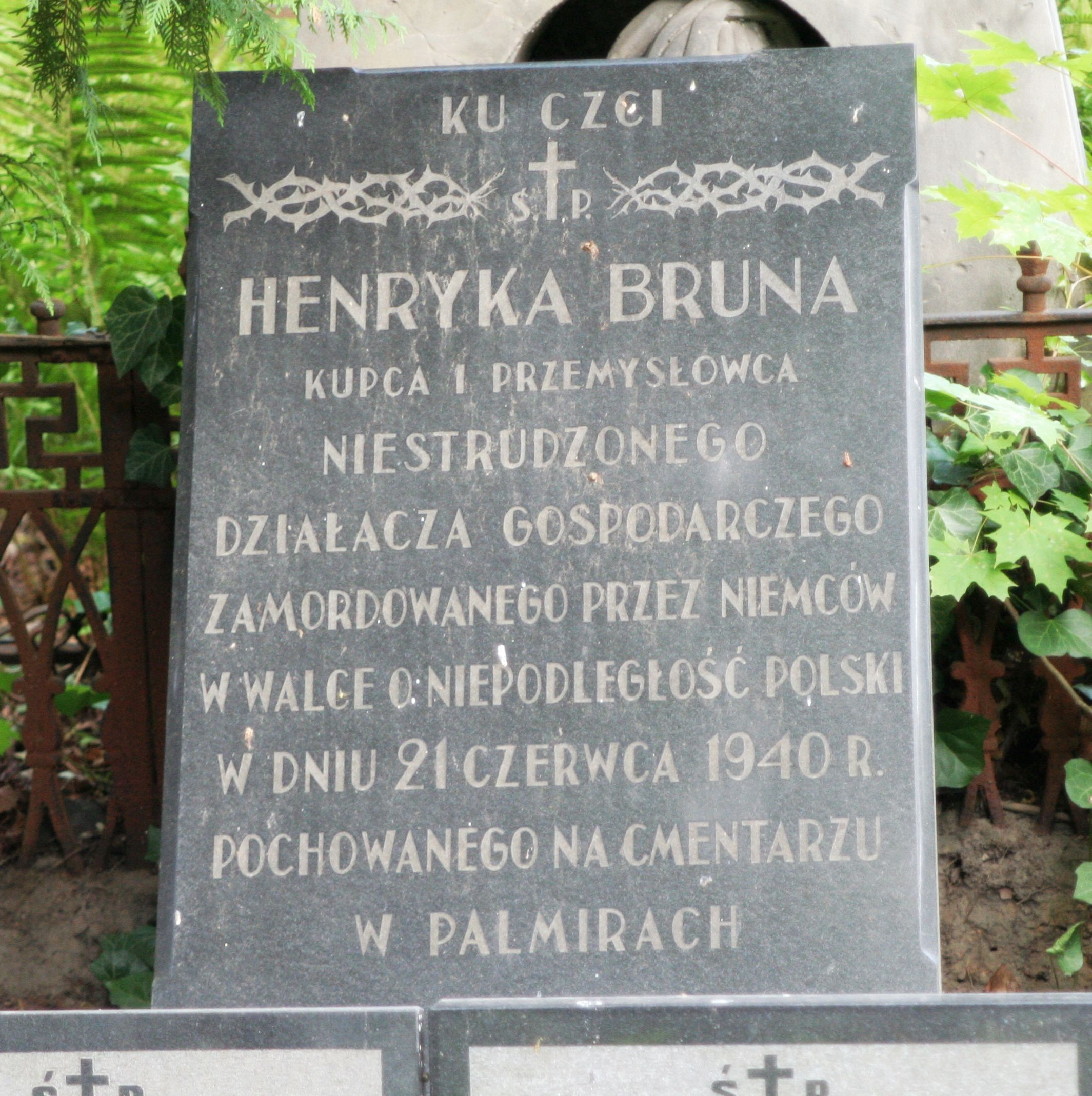
Tablica upamiętniająca Henryka Bruna na grobie rodzinnym, cmentarz ewangelicko-augsburski w Warszawie

Henryk Stanisław Brun (ur. 15 kwietnia 1888 w Warszawie, zm. 21 czerwca 1940 w Palmirach) – polski przemysłowiec, poseł na Sejm RP z ramienia BBWR, Prezes Stowarzyszenia Kupców Polskich i Naczelnej Rady Zrzeszeń Kupiectwa Polskiego.

## Rodzina
Syn Stanisława Gustawa i Marii ze Speissów (1859-1937). Obie rodziny należały do burżuazji warszawskiej wyznania ewangelicko-augsburskiego (luterańskiego).
Jego pierwszą żoną była Zofia z d. Sznuk 1 voto Zarębska (1889-1935). Jego drugą żoną była Julia z d. Cerawska (1894-1973). Bywa często mylony ze swoim starszym bratem Stefanem Henrykiem (1880-1973).

## Życiorys
Ukończył Wyższą Szkołę Handlową w Dreźnie. W 1920 jako ochotnik wstąpił do artylerii konnej i walczył w wojnie polsko-bolszewickiej. Był współwłaścicielem firmy „Krzysztof Brun i Syn” i Towarzystwa Przemysłowo-Handlowego „Block i Brun”. Pełnił funkcję prezesa zarządu Fabryki Wyrobów Metalowych „Pelikan SA”. Równocześnie wchodził w skład zarządu fabryki „Wulkan SA”, Towarzystwa dla Handlu Rurami, był członkiem Rady Banku Polskiego. Od 1928 członek sekcji ds. gospodarczych i sekcji ds. samorządowych i administracyjnych Regionalnej Grupy BBWR w Warszawie. Będąc wiceprezesem Izby Przemysłowo-Handlowej w Warszawie zainicjował powstanie Instytutu Praktycznej Wiedzy Handlowej im. Senatora Stanisława Gustawa Bruna. W 1936 został wybrany na prezesa Stowarzyszenia Kupców Polskich w Warszawie i jednocześnie prezesa Rady Naczelnej Zrzeszeń Kupiectwa Polskiego. Rok później został przewodniczącym Kongresu Kupiectwa Polskiego. W 1937 wszedł w skład prezydium Sektora Miejskiego OZN. We wrześniu 1939 został kierownikiem Wydziału Gospodarczego Komendy Głównej Straży Obywatelskiej.

## Aresztowanie i śmierć
Henryka Brun uwięziono 11 kwietnia 1940 ponieważ będąc reprezentantem polskich sfer gospodarczych odmówił podpisania zgody na „niewymuszone” opodatkowanie na rzecz hitlerowskich Niemiec i przekazania „darowizny” warszawskich ewangelików na budowę domu wypoczynkowego SS lub też na Niemiecki Czerwony Krzyż. Przebywał na Pawiaku. 
Zginął zamordowany przez Niemców podczas akcji eksterminacji polskiej inteligencji, tzw. Zbrodni w Palmirach. Jego grób symboliczny znajduje się na Cmentarzu Ewangelicko-Augsburskim w Warszawie przy ul. Młynarskiej (aleja 24, grób 5).

## Ordery i odznaczenia
- Krzyż Oficerski Orderu Odrodzenia Polski (9 listopada 1932)[6]
- Krzyż Walecznych (pośmiertnie)
- Złoty Krzyż Zasługi (11 listopada 1937)[7]